# Liste der Länderspiele der mikronesischen Fußballnationalmannschaft

Logo des Fußballverbandes und
der Fußballnationalmannschaft der
Föderierten Staaten von Mikronesien

Die Liste der Länderspiele der mikronesischen Fußballnationalmannschaft enthält alle Länderspiele der Fußballnationalmannschaft der Föderierten Staaten von Mikronesien der Männer seit der Gründung des Fußballverbandes der Föderierten Staaten von Mikronesien, der Federated States of Micronesia Football Association (FSMFA), im Jahr 1999. Ihr erstes offizielles Länderspiel bestritten die Föderierten Staaten von Mikronesien im Juni 1999 gegen Guam. Bisher wurden 7 Länderspiele ausgetragen, die jedoch alle von der FIFA nicht anerkannt werden, da die FSMFA kein FIFA-Mitglied ist.

## Länderspielübersicht
Legende
- Erg. = Ergebnis
- n. V. = nach Verlängerung
- i. E. = im Elfmeterschießen
- abg. = Spielabbruch
- H = Heimspiel
- A = Auswärtsspiel
- * = Spiel auf neutralem Platz
- Hintergrundfarbe grün = Sieg
- Hintergrundfarbe gelb = Unentschieden
- Hintergrundfarbe rot = Niederlage

| Nr.                  | Datum      | Erg. | Gegner             |   | Austragungsort                           | Anlass                 | Bemerkung 1                                                                                 |
| -------------------- | ---------- | ---- | ------------------ | - | ---------------------------------------- | ---------------------- | ------------------------------------------------------------------------------------------- |
| 1                    | ?.06.1999  | 0:3  | Guam               | A | Hagåtña (GUM), National Football Stadium | Freundschaftsspiel     | Erstes Auswärtsspiel Erste Niederlage Erstes Länderspiel gegen Guam                         |
| 2                    | ?.06.1999  | 1:4  | Guam               | A | Hagåtña (GUM), National Football Stadium | Freundschaftsspiel     |                                                                                             |
| 3                    | 12.07.1999 | 7:0  | Nördliche Marianen | H | Colonia, Yap State Soccer Field 2        | Micronesian Soccer Cup | Erstes Heimspiel Erster Sieg Höchster Sieg Erstes Länderspiel gegen die Nördlichen Marianen |
| 4                    | 30.06.2003 | 0:17 | Tahiti             | * | Suva (FIJ), Post Fiji Stadium            | Südpazifikspiele 2003  | Erstes Spiel auf neutralem Platz Erstes Länderspiel gegen Tahiti                            |
| 5                    | 01.07.2003 | 0:18 | Neukaledonien      | * | Suva (FIJ), Post Fiji Stadium            | Südpazifikspiele 2003  | Höchste Niederlage Erstes Länderspiel gegen Neukaledonien                                   |
| 6                    | 05.07.2003 | 0:7  | Tonga              | * | Nausori (FIJ), Ratu Cakobau Park         | Südpazifikspiele 2003  | Erstes Länderspiel gegen Tonga                                                              |
| 7                    | 07.07.2003 | 0:10 | Papua-Neuguinea    | * | Lautoka (FIJ), Churchill Park            | Südpazifikspiele 2003  | Erstes Länderspiel gegen Papua-Neuguinea                                                    |
| Stand: 21. Juni 2015 |            |      |                    |   |                                          |                        |                                                                                             |

## Statistik
In der Statistik werden nur die offiziellen Länderspiele berücksichtigt.
Legende
- Sp. = Spiele
- Sg. = Siege
- Uts. = Unentschieden
- Ndl. = Niederlagen
- Hintergrundfarbe grün = positive Bilanz
- Hintergrundfarbe gelb = ausgeglichene Bilanz
- Hintergrundfarbe rot = negative Bilanz

### Gegner
| Land               | Kontinentalverband | Sp. | Sg. | Uts. | Ndl. | Torverhältnis |
| ------------------ | ------------------ | --- | --- | ---- | ---- | ------------- |
| Guam               | AFC                | 2   | 0   | 0    | 2    | 1:7           |
| Neukaledonien      | OFC                | 1   | 0   | 0    | 1    | 00:18         |
| Nördliche Marianen | OFC 3              | 1   | 1   | 0    | 0    | 7:0           |
| Papua-Neuguinea    | OFC                | 1   | 0   | 0    | 1    | 00:10         |
| Tahiti             | OFC                | 1   | 0   | 0    | 1    | 00:17         |
| Tonga              | OFC                | 1   | 0   | 0    | 1    | 0:7           |
| Gesamt             | Gesamt             | 7   | 1   | 0    | 6    | 08:59         |

### Kontinentalverbände
| Kontinentalverband                 | Sp. | Sg. | Uts. | Ndl. | Torverhältnis |
| ---------------------------------- | --- | --- | ---- | ---- | ------------- |
| AFC (Asien)                        | 2   | 0   | 0    | 2    | 1:7           |
| CAF (Afrika)                       | 0   | 0   | 0    | 0    | 0:0           |
| CONCACAF (Nord- und Mittelamerika) | 0   | 0   | 0    | 0    | 0:0           |
| CONMEBOL (Südamerika)              | 0   | 0   | 0    | 0    | 0:0           |
| OFC (Ozeanien)                     | 5   | 1   | 0    | 4    | 07:52         |
| UEFA (Europa)                      | 0   | 0   | 0    | 0    | 0:0           |
| Gesamt                             | 7   | 1   | 0    | 6    | 08:59         |

### Anlässe
| Anlass                        | Sp. | Sg. | Uts. | Ndl. | Torverhältnis |
| ----------------------------- | --- | --- | ---- | ---- | ------------- |
| Südpazifikspiele-Spiele       | 4   | 0   | 0    | 4    | 00:52         |
| Micronesian-Soccer-Cup-Spiele | 1   | 1   | 0    | 0    | 7:0           |
| Freundschaftsspiele           | 2   | 0   | 0    | 2    | 1:7           |
| Gesamt                        | 7   | 1   | 0    | 6    | 08:59         |

### Spielarten
| Spielart                       | Sp. | Sg. | Uts. | Ndl. | Torverhältnis |
| ------------------------------ | --- | --- | ---- | ---- | ------------- |
| Heimspiele (H)                 | 1   | 1   | 0    | 0    | 7:0           |
| Spiele auf neutralem Platz (*) | 4   | 0   | 0    | 4    | 00:52         |
| Auswärtsspiele (A)             | 2   | 0   | 0    | 2    | 1:7           |
| Gesamt                         | 7   | 1   | 0    | 6    | 08:59         |

### Austragungsorte
| Austragungsort | Land                               | Sp. | Sg. | Uts. | Ndl. | Torverhältnis |
| -------------- | ---------------------------------- | --- | --- | ---- | ---- | ------------- |
| Colonia        | Föderierte Staaten von Mikronesien | 1   | 1   | 0    | 0    | 7:0           |
| Hagåtña        | Guam                               | 2   | 0   | 0    | 2    | 1:7           |
| Lautoka        | Fidschi                            | 1   | 0   | 0    | 1    | 00:10         |
| Nausori        | Fidschi                            | 1   | 0   | 0    | 1    | 0:7           |
| Suva           | Fidschi                            | 2   | 0   | 0    | 2    | 00:35         |
| Gesamt         | Gesamt                             | 7   | 1   | 0    | 6    | 08:59         |